# Revue de Comminges
La Revue de Comminges et des Pyrénées centrales est une revue savante, publiée par la Société des études du Comminges, fondée en 1885 par Julien Sacaze.
Son objet est l'étude scientifique, historique, artistique de la région concernée, les Comminges et les Pyrénées centrales : « ... l’étude du Comminges et la publication de mémoires et de documents relatifs à ce pays, principalement au point de vue de l’histoire, de l’archéologie et des sciences naturelles (...). Le champ de nos recherches comprend toutes les localités qui, à une époque quelconque, ont fait partie du Comminges politique, religieux, administratif, financier. » La revue publie aussi les études de l'Académie Julien Sacaze qui poursuit les objectifs du savant épigraphiste.
Le rythme actuel de parution est de deux numéros par an.

## Les présidents de la Société des études du Comminges
- Julien Sacaze (1884-1889)
- Marc de Lassus (1889-1897)
- Anthyme Saint-Paul (1897-1911)
- Stanislas Mondon (1911-1927)
- Joseph Picot (1927-1940)
- Jacques Bize (1940)
- Marc-Francois-Marie de Lassus (1940-1954)
- Paul Barrau de Lorde (1954-1958)
- Armand Sarramon (1958-1969)
- Georges Fouet (1969-1993)
- Gérard Rivère (1993-1998)
- René Souriac (1999-2015)
- Yoan Rumeau (2015-en cours)